# Cheval et Cavalier (Léonard de Vinci)
 (novembre 2017).
Si vous disposez d'ouvrages ou d'articles de référence ou si vous connaissez des sites web de qualité traitant du thème abordé ici, merci de compléter l'article en donnant les références utiles à sa vérifiabilité et en les liant à la section « Notes et références ».

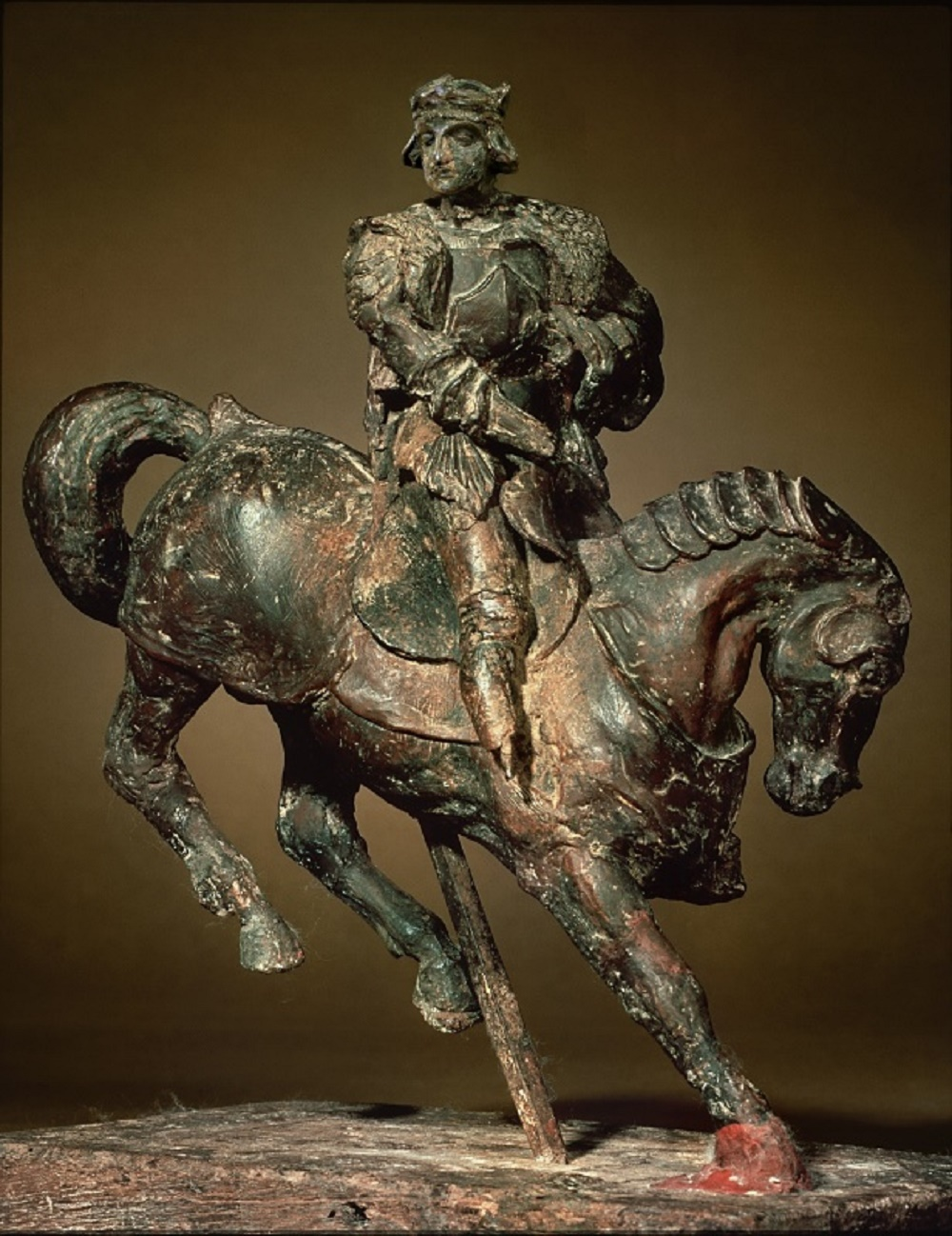
Sculpture en cire d'un cheval et cavalier d'après une cire attribuée à Leonard de Vinci.

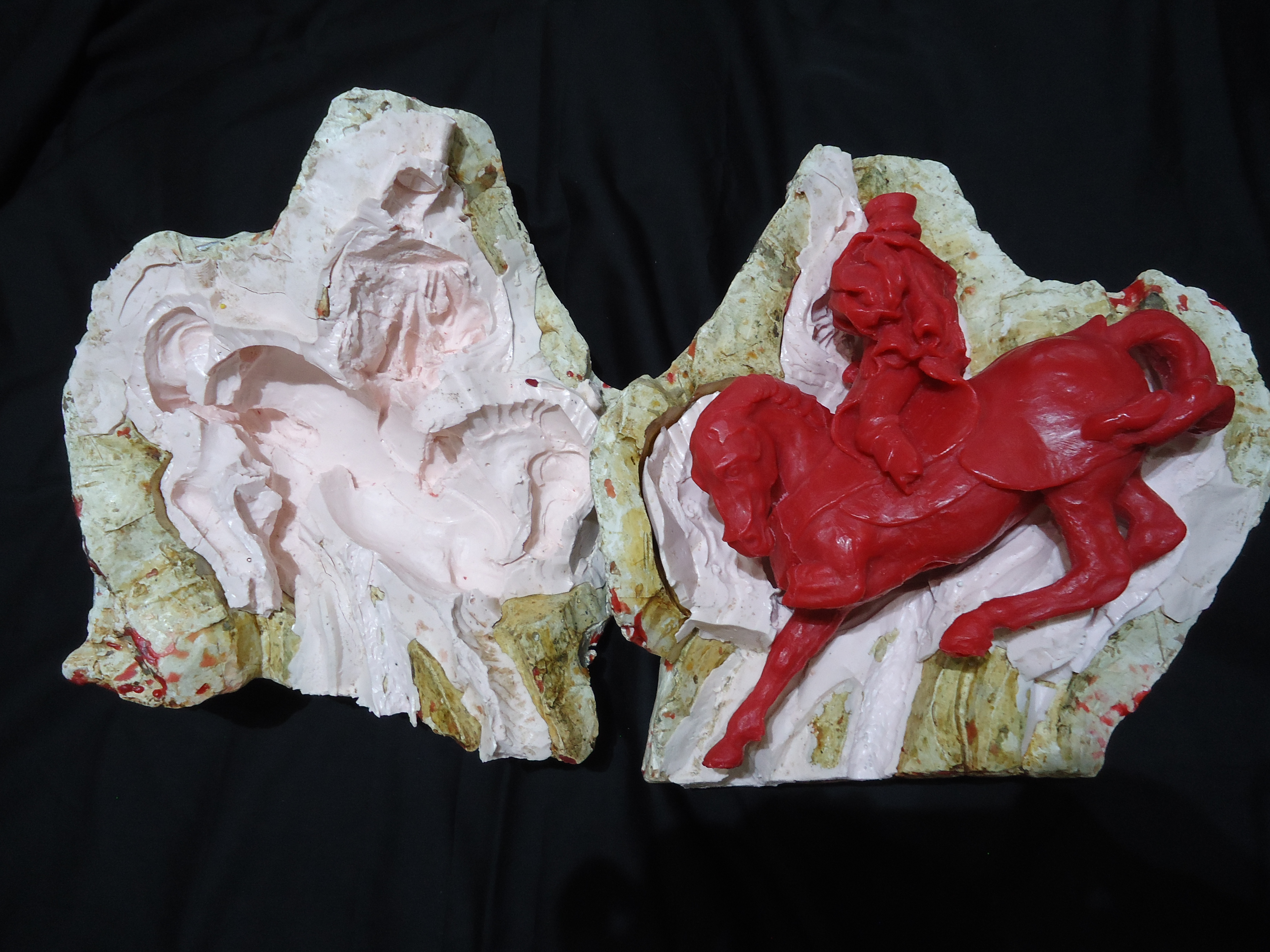
Le moule de 1985 réalisé d'après l'œuvre originale de Léonard montrant les boursouflures en cire rouge.

Cheval et Cavalier est une sculpture en cire attribuée à Léonard de Vinci vers 1508-1511. 

## Description
La sculpture de dimensions d'environ 25 × 23 × 9 cm est supposée être une maquette prototype d'une sculpture en bronze grandeur nature. Selon le professeur Ernesto Solari, auteur d'un livre sur la sculpture en 2016, elle est novatrice, loin des modèles classiques que le jeune Léonard connaissait depuis son temps avec Andrea del Verrocchio; en particulier lorsque Verrocchio travaillait sur la statue équestre de Bartolomeo Colleone.
Au cours des siècles, la sculpture en cire a subi des dommages, y compris la perte de l'une des jambes du cheval, ainsi que les pieds et les mains du cavalier. Sur la poitrine du cheval porte une empreinte digitale d'un pouce droit, censé être celui de Léonard.

## Attribution
La sculpture a été attribuée à Léonard de Vinci par Carlo Pedretti l'érudit et historien d'art, principalement en raison d'un pense-bête que Léonard avait écrit pour lui-même dans une autre œuvre. Sur une feuille de travail datée de 1503-1504 de l'ensemble des dessins de Léonard le Codex Windsor, on trouve des croquis de chevaux, supposés faire partie d'une étude pour la peinture de La Bataille d'Anghiari. Au milieu de la feuille une note indique « faire un de cire de la longueur d'un doigt »,, et la posture d'un cheval cabré est similaire à cette sculpture. Léonard pourrait en effet avoir utilisé des modèles en cire pour se préparer la fresque d'Anghiari. L'historienne de l'art Patricia Trutty-Coohill a également remarqué une ressemblance entre le cavalier et Charles II d'Amboise sur la peinture d'Andrea Solari datant de 1507. Charles était l'un des clients de Léonard, et le sujet conviendrait à ce qu'on sait de lui. Des publications sur cette statuette de cire d'abeille, dont des photographies en noir et blanc, sont publiées pour la première fois comme œuvre de Léonard en 1987 dans « Les dessins et papiers divers de Léonard de Vinci dans la collection de Sa Majesté la Reine au Château de Windsor ». Le livre faisait partie d'une série que Pedretti avait hérité de Kenneth Clark, cataloguant les dessins de Léonard conservés dans la collection royale du château de Windsor.
Cependant, tous les spécialistes de l'art ne se sont pas mis d'accord sur l'attribution de Pedretti. Exposé au Boston Museum of Science en 1997, le musée a accepté de changer le titre de la sculpture en « attribué à », mais l'historien de l'art Jack Wasserman a toujours insisté sur le fait que rien ne peut soutenir cette attribution. Les historiens de l'art Pietro Marani et Franco Cardini et le critique d'art Vittorio Sgarbi, condamnés pour fraude contre l'Etat italien, doutaient également de la provenance de la sculpture lors de l'exposition du bronze à Milan n'ayant pas de preuve matérielle suffisante pour soutenir l'attribution de l'œuvre à Léonard. Cardini a mis en doute la véracité de l'historique de la sculpture et le contraste entre la posture effrayante du cheval et le regard serein du cavalier.